# I'm Gonna Be Alright
"I'm Gonna Be Alright" treći je singl američke pjevačice Jennifer Lopez s njenog prvog albuma s remiksevima J to tha L-O!: The Remixes, objavljen 10. lipnja 2002. u izdanju Epic Recordsa.

## O pjesmi
Za singl je odabran remiks Trackmastera na kojem gostuje reper Nas. Postoji mnogo remikseva pjesme, a na jednome od njih gostuje 50 Cent. 50 Cent se nadao da će verzija u kojoj on gostuje biti izabrana za singl. Kada je doznao da je odabrana verzija u kojoj gostuje Nas, 50 Cent se osjećao izdan od Nasove strane. Singl je najveći uspjeh zabilježio u Ujedinjenom Kraljevstvu gdje je dospio na treće mjesto na tamošnjoj ljestvici singlova.

## Popis pjesama

### Američki dupli A singl
1. "I'm Gonna Be Alright" (remiks Trackmastera) (ft. Nas)
2. "I'm Gonna Be Alright" (remiks Trackmastera)
3. "I'm Gonna Be Alright" (remiks Trackmastera) (instrumentalna verzija)
4. "Alive" (klupski miks Thunderpussa)
5. "Alive" (Thunderpuss Tribe-A-Pella)

### Europski dupli A singl
1. "I'm Gonna Be Alright" (remiks Trackmastera) (ft. Nas)
2. "I'm Gonna Be Alright" (remiks Trackmastera)
3. "Walking on Sunshine" (Metro remiks)
4. "I'm Gonna Be Alright" (remiks Trackmastera) (ft. Nas) (video)

### Europski CD singl
1. "I'm Gonna Be Alright" (remiks Trackmastera) (ft. Nas)
2. "I'm Gonna Be Alright" (remiks Trackmastera)

1. "I'm Gonna Be Alright" (remiks Trackmastera) (ft. Nas)
2. "I'm Gonna Be Alright" (remiks Trackmastera)
3. "Pleasure Is Mine"
4. "No Me Ames" (remiks Pabla Floresa) (ft Marc Anthony)

## Videospot
Videospot za singl snimljen je 2002. godine pod redateljskom palicom Davea Meyersa. U videu je prikazan je ljetni dan. Jennifer je u videu prikazana kako se sunča, sluša glazbu, te kupuje u trgovini s glazbenim CD-ima. U videu se pojavljuje njen bivši muž Cris Judd.

## Top ljestvice
| Ljestvice (2002.)                     | Najviša pozicija |
| ------------------------------------- | ---------------- |
| Australija                            | 16               |
| Austrija                              | 25               |
| Belgija (Flandrija)                   | 9                |
| Belgija (Valonija)                    | 26               |
| Kanada                                | 29               |
| Danska                                | 9                |
| Nizozemska                            | 9                |
| Europa                                | 5                |
| Finska                                | 18               |
| Francuska                             | 12               |
| Njemačka                              | 6                |
| Mađarska                              | 8                |
| Irska                                 | 13               |
| Italija                               | 24               |
| Novi Zeland                           | 30               |
| Norveška                              | 10               |
| Švedska                               | 22               |
| Švicarska                             | 4                |
| Ujedinjeno Kraljevstvo                | 3                |
| SAD (Billboard Hot 100)               | 10               |
| SAD (Billboard Hot R&B/hip-hop songs) | 32               |

## Certifikacije
| Država     | Certifikacija | Prodaja |
| ---------- | ------------- | ------- |
| Australija | zlatna        | 35.000  |